# 岡田亜沙美 (アナウンサー)
岡田 亜沙美（おかだ あさみ、1986年2月18日）は、NHK熊本放送局の契約キャスター。「ミス日本」の第40回（2008年度）『ミス日本ネイチャー』受賞。

## 人物
熊本県出身。熊本大学教育学部在学中、第40回記念のミス日本コンテストに応募。ネット投票で「スポーツニッポン特別賞」に、決戦大会で「ミス日本ネイチャー」に選ばれた。この時期はアルバイトで、熊本放送『RKKワイド夕方いちばん』における電話受付嬢をしていた。その後は学生生活を優先しながらも「ミス日本ネイチャー」としての活動を期間満了後も並行してこなしていた。
2011年、同大学卒業後契約キャスターとしてNHK熊本放送局に入局し、夕方のニュース番組を担当している。「ミス日本」の活動はNHKに入ってからも継続している。またミス日本という経歴とスタイルの良さを買われ、担当番組で新井秀和アナ（当時、現・福岡局アナウンサー）が県内のストッキング工場から九州向けに中継した際には、工場で製造するストッキングの違いを見せるため動くマネキンとして駆り出されたこともあった。

## 現在の出演番組
- クマロク! アンカーリポーター（2011年4月から、NHK熊本）- 山下智子との隔週交替。山下担当週は「アジア情報」コーナー担当。

## 過去の出演番組
- RKKワイド夕方いちばん（電話番、熊本放送。2008年2月14日はミス日本受賞者として顔出し[3]）
- 新説!?日本ミステリー 第15回リポーター（2008年9月30日、テレビ東京）